# Escuela

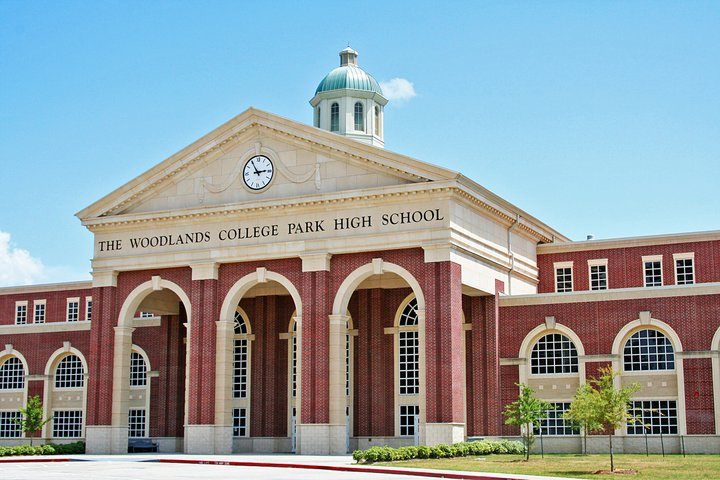
Exterior de una high school de The Woodlands, Texas, Estados Unidos.

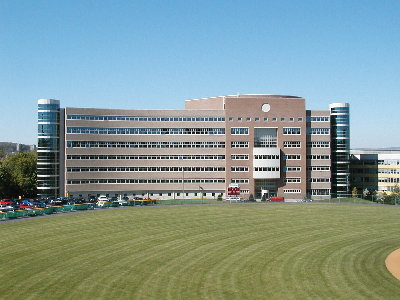
Escuela de Ingeniería de la Universidad Cornell.

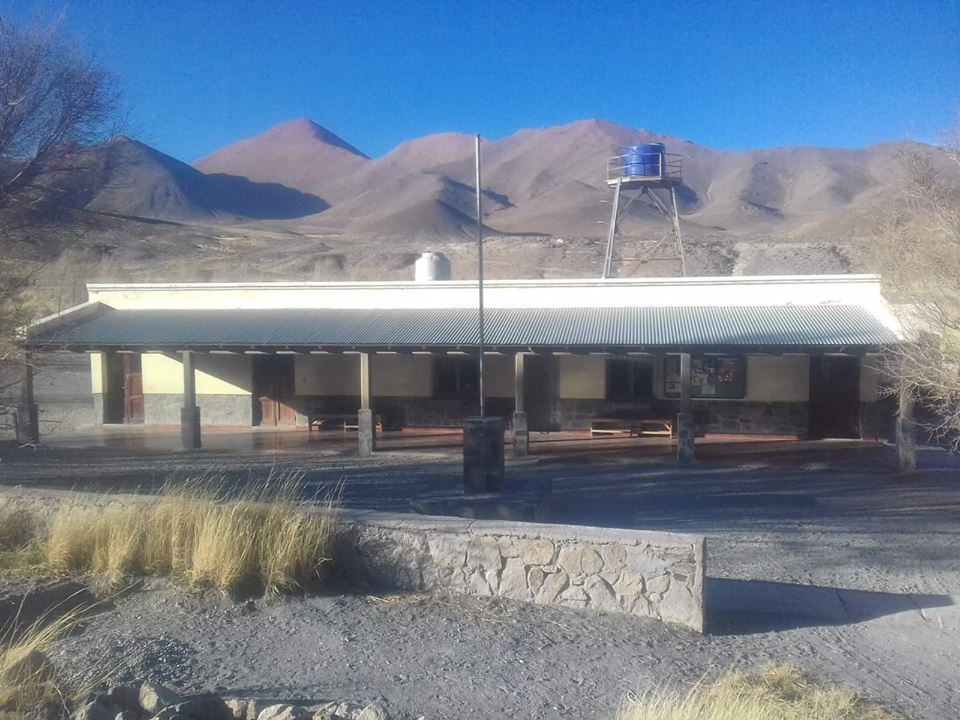
Escuela 4474. Las Cuevas. Salta

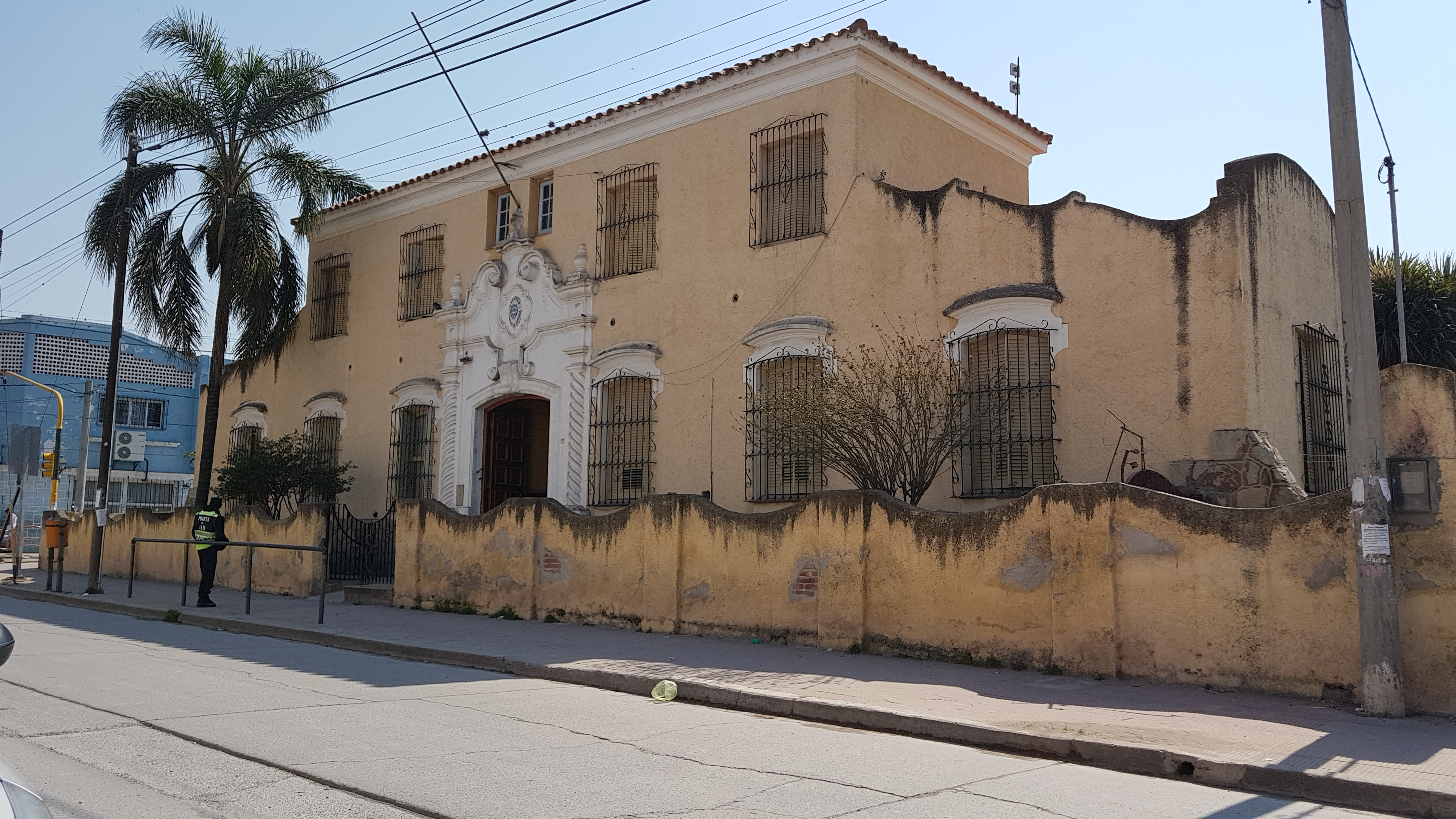
Escuela Dr. Francisco Gurruchaga Ex 170. Rosario de Lerma. Salta

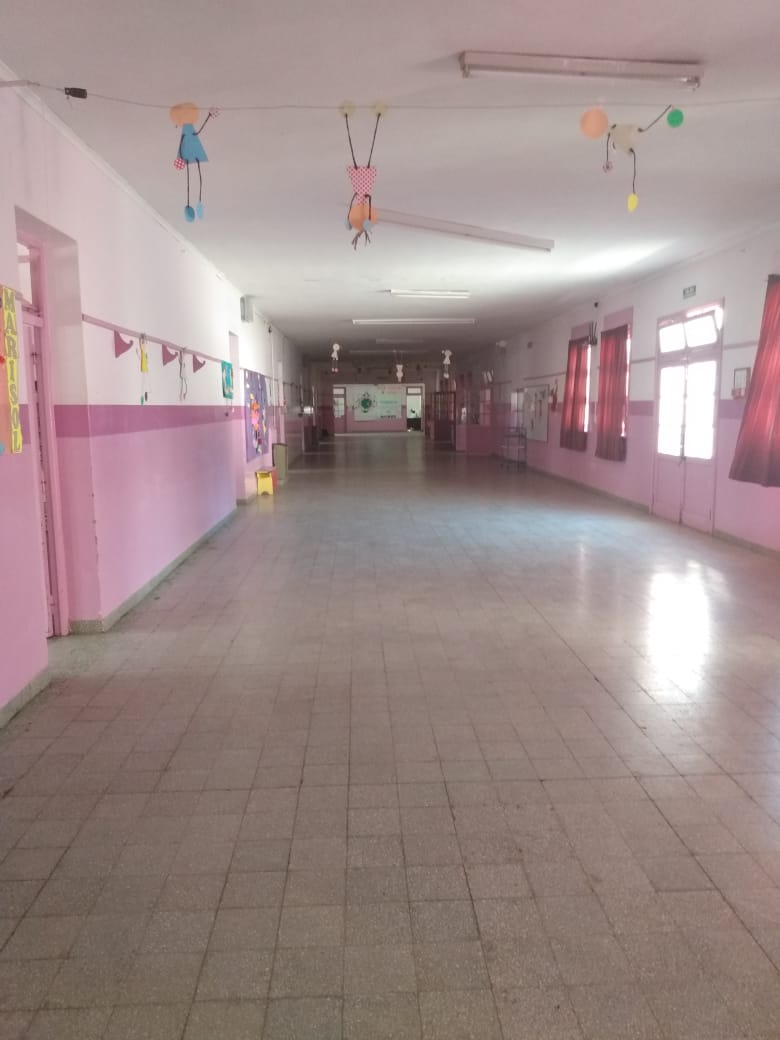
Escuela N.º 91 "Granaderos de San Martín" (pasillo). Río Colorado, Río Negro. Argentina.

Una escuela o colegio es cualquier centro docente, centro de enseñanza, centro educativo o institución educativa; es decir, toda institución que imparta educación o enseñanza.
Suele designar específicamente a los centros de enseñanza primaria, enseñanza secundaria o a las escuelas universitarias que, junto con las facultades, forman las universidades.
El edificio que acoge a la institución suele tener una presencia destacada en la población en la que se establece, especialmente en los pueblos pequeños, donde las escuelas, y a veces la casa del maestro, pueden ser la única institución cultural existente.
En las escuelas normalmente se dan clases durante 4 horas y media en adelante, hasta poco más de 14; algunas constan de turno mañana, tarde e incluso de noche. En las escuelas, los alumnos pueden tener uno o más recreos para tomar un descanso. Los alumnos pueden interactuar con el resto, cumpliendo todas las normas, aunque algunas veces estas no se cumplen, llevando al mal comportamiento del alumno y más tarde al castigo.
En general, la pedagogía es el campo que analiza las actividades y procesos más esenciales de la educación y, por cierto, de la escuela. La didáctica, por su parte, analiza qué tipo de herramientas se deben utilizar para el proceso de aprendizaje escolar en la práctica. Hoy en día se está extendiendo el pensamiento pedagógico que incentiva a los estudiantes a ganar autonomía y apropiarse de su propio proceso de aprendizaje, rechazando el modelo de escuela del pasado donde el profesor impartía lecciones de forma teórica y sin la participación del alumno. Sin embargo, los sistemas educativos modernos y, junto con ellos, las escuelas, han recibido algunas características de las escuelas tradicionales: organización rígida de las materias, competencia entre estudiantes, recompensa y castigo, ideas de éxito y fracaso, entre otras. A lo largo de la historia se han propuesto varios modelos escolares que desafían este modelo tradicional. Según un punto de vista extremo, la escuela es una institución en beneficio del sistema de poder, que suprime el deseo humano natural de aprender, aliena y, en última instancia, priva al individuo de su libertad. Entre estos pensadores destaca Ivan Illich. Sin llegar a aquellos modelos que proponen la desescolarización , otros proponen una escuela abierta a la sociedad, como los seguidores de Célestin Freinet, o una escuela basada en las propias capacidades del alumno, como la pedagogía de María Montessori.

## Etimología
El término escuela proviene del griego antiguo σχολή (skholḗ) por mediación del latín schola. Curiosamente el significado original en griego era tranquilidad, tiempo libre, que luego derivó a aquello que se hace durante el tiempo libre y, más concretamente, aquello que merece la pena hacerse, de donde acabó significando 'estudio' (por oposición a los juegos) ya en el griego de Platón y Aristóteles. En el periodo helenístico pasó a designar a las escuelas filosóficas, y de ahí, por extensión, tomó el significado actual de «centro de estudios».

## Historia
Los antecedentes de la escuela en la cultura occidental se sitúan en la Antigua Grecia. Allí, a través del aprendizaje de la Ilíada y la Odisea de Homero, se fomentó el ideal de areté o excelencia, glorificando a los héroes y la competencia. La educación de los niños en Esparta se basaba en el entrenamiento para la guerra y los deportes. En Atenas, en cambio, el ideal era kalokagathia o belleza, las escuelas también enseñaban poesía y música al respecto; vestirse se utilizaba principalmente para la belleza del cuerpo. La educación de los niños opaideia comenzaba a los siete años. Iba a la escuela (o más bien al número de estudiantes reunidos alrededor de un maestro) acompañado por un capataz de esclavos llamado paidogogos y recibía instrucción de un didaskalos o maestro. Existían dos tipos de escuelas: la palestra, donde se realizaba entrenamiento en doma y deportes, y el didaskaleion, donde se enseñaban las letras (aritmética, lectura y escritura). Para aprender a escribir y leer se utilizaban tablillas de cera, escribiendo con un palo. También se utilizó papiro. Los textos estudiados fueron poemas, especialmente versos de la Ilíada y la Odisea. También se practicaba especialmente la música.  Las escuelas eran privadas y a ellas asistían únicamente los hijos de aristócratas y figuras prominentes. Las niñas, en general, no recibían educación en la escuela y sólo aprendían los deberes de la mujer en el hogar, pero en algunas ciudades había escuelas para niñas en el siglo IV a. C.. Los sofistas cambian el rumbo de la educación, estableciendo un objetivo práctico: los jóvenes deben ser educados para el gobierno y la política de la ciudad, capacitándolos en el debate y la argumentación. Fue Sócrates quien rompió esta tendencia y según su pensamiento, la virtud, el conocimiento mismo y la verdad serían considerados el fin de la educación y del hombre.
La antigua escuela romana también tomó a Grecia como modelo y su cultura clásica como tema de conocimiento. Como innovación, las escuelas tuvieron un carácter público a partir del Imperio Romano. La educación comenzó a los siete años en el nivel ludus, a través de un maestro llamado ludi magister. Entre los 12 y los 16 años acudieron a un profesor llamado grammaticus. De los 16 a los 18 años trabajaron con un retor y un profesor de estudios superiores. El predominio de los cristianos rechazó los ideales de la educación clásica y propició una educación religiosa, a través de escuelas monásticas, que proliferaría en la Edad Media. A partir del siglo XII, sin embargo, la escolástica volvió a fomentar los estudios clásicos, aunque por el bien de la religión, a través del trivium y los estudios posteriores del quadrivium.
La escuela pública, como eje principal del sistema educativo y como instrumento que garantiza el derecho a la educación de todas las personas, en el siglo XVIII. y XIX. Fue desarrollado durante siglos. Se han dado varias interpretaciones sobre el desarrollo de la escuela en ese momento histórico: desde un punto de vista marxista, la escuela necesitaba asegurar la formación mínima de los trabajadores que exigía el desarrollo del capitalismo durante la Revolución Industrial; por otro lado, fortalecer los Estados-nación que se crearon en ese momento, iniciando una política unificada también en el campo de la educación; finalmente, la educación fue considerada una herramienta para el progreso humano y social, según los principios de la Ilustración .

## Tipos de escuelas
Las escuelas se pueden clasificar según varios criterios. La distinción entre colegios públicos y privados es un criterio que incide directamente en la organización de la escuela y en la forma en que se integra a la sociedad. Una escuela pública es una escuela organizada por el estado o la comunidad para todos los niños, de forma gratuita (ya que el estado cubre el costo de la educación) y en su mayoría sin distinción entre niños, con excepción de la clasificación por nivel. Aunque el derecho de los niños a la educación y la igualdad de oportunidades para todos los niños está garantizado a través de la escuela pública, el Estado también utiliza la escuela pública como herramienta para controlar la educación. Por otro lado, las escuelas privadas aceptan sólo a los estudiantes que quieren, los padres tienen que asumir el coste de la educación y son menos dependientes del Estado, aunque tienen una amplia libertad de organización, porque para ser legales deben respetar las leyes y normas establecidas por el estado, especialmente en lo que respecta al nivel de educación y las materias a impartir. Desde el punto de vista de la sociedad, se ha mencionado que las escuelas privadas implican cierto nivel de discriminación, argumentando que las escuelas privadas son escuelas para una determinada clase social a través del derecho de admisión y el costo a pagar. En otros casos, cuando las escuelas privadas no aceptan las demandas de los ciudadanos (lengua de educación, pedagogía escolar), son escuelas promovidas por los propios padres o por organizaciones sociales, públicas por vocación pero necesariamente privadas, por ejemplo en el caso de la escuela que fue creada por el estado para ofrecer enseñanza en euskera y garantizar este derecho. Al respecto, se ha mencionado que no es una escuela pública financiada y controlada por el estado, sino una escuela estatal, porque realmente no considera las necesidades públicas (autonomía, pluralismo, libertad de enseñanza) [3] . Por otro lado, en algunos países, por ejemplo en España, también existen colegios concertados, donde, aunque son privados, mediante un convenio con el estado, el estado asume el coste de la educación.

## Horario escolar

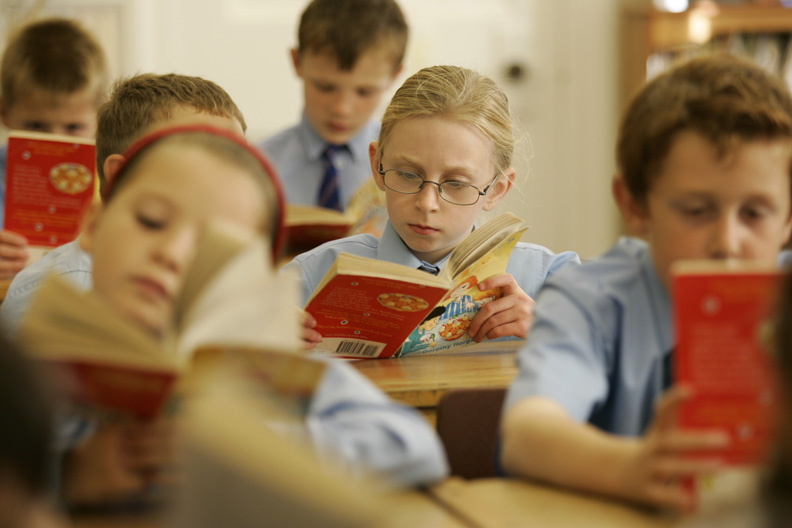
Niños en la escuela, leyendo libros.

En las escuelas tradicionales, los niños hacen las mismas cosas todo el tiempo. En la imagen, algunos estudiantes están leyendo el mismo libro.
Para poder realizar las actividades formales que debe cumplir la escuela necesita tiempo organizado. Esta organización se realiza a lo largo del día, la semana y el año. Durante el día, el estudiante tiene un tiempo para entrar y salir. Como parte de esto, los estudiantes suelen recibir clases o lecciones sobre un tema específico, o realizar actividades específicas. Estas escuelas, lecciones y actividades duran de media hora a una hora y hay descansos (recreos) entre ellas. En el caso de los niños y jóvenes, también existe un tiempo de juego, donde los alumnos de todos los grupos escolares juegan o descansan en el patio de recreo. Al mediodía se hace un descanso de un par de horas para almorzar en el comedor del colegio o en casa, aunque otros colegios tienen un horario continuo, desde primera hora de la mañana hasta el mediodía.
Esta organización del tiempo según materias y actividades puede tener ciertos inconvenientes interrumpe el ritmo de trabajo y los procesos de aprendizaje, privando a los estudiantes de la libertad de aprender qué y cuándo. De hecho, el tiempo es despojado de su naturaleza humana y sometido al reloj. En la práctica, aunque se alternan las materias que requieren más y menos atención, como alternativa se ha propuesto combinar actividades y lecciones u organizar parte del tiempo escolar por parte del propio alumno, para que el alumno pueda aprender de forma completa y libre. Una vez finalizadas las actividades de aprendizaje, el colegio debería estar abierto para otras tareas del personal educativo y también para reuniones con los padres. El ciclo diario se repite de lunes a viernes la mayor parte del tiempo, independientemente de los días festivos. También hay otras semanas escolares: en Francia, por ejemplo, los niños no van al colegio los miércoles, sino algunos sábados, para aligerar la semana. En cuanto al horario, hay cambios de un país a otro, dependiendo del clima y las costumbres (almuerzo y oración del viernes musulmán, por ejemplo). En cualquier caso, la principal característica del tiempo escolar es que es limitado y regulado: su rigidez puede llegar a afectar el ritmo de cada alumno y la vitalidad del proceso de aprendizaje. Después de la escuela, las actividades extraescolares que el niño tenía que hacer (deportes, clases privadas, estudios de idiomas) han sido criticadas por crear una hiperescolarización del niño, porque no le deja tiempo para el juego, que es tan importante para el niño.
El año escolar es el año académico y se extiende desde principios de septiembre hasta junio o julio en las escuelas del hemisferio norte . De un curso escolar a otro hay vacaciones de verano. En el hemisferio sur , en cambio, las vacaciones de verano son de diciembre a febrero o marzo, de acuerdo con la temporada estival allí. También hay días festivos más pequeños durante el año escolar, como Navidad, invierno y primavera. Las vacaciones de verano han sido criticadas por ser demasiado largas, ya que dificultan que los niños ignoren por completo las actividades escolares y comiencen la escuela nuevamente el siguiente año escolar. En este sentido, existen propuestas para ampliar el año escolar y hacer más y menos vacaciones . y de un curso académico a otro hay vacaciones de verano sin colegio. El calendario de días lectivos y festivos durante el curso escolar, que también determina las fechas de evaluación, es el calendario escolar. En la mayoría de los casos, los niveles que debe superar el estudiante corresponden al conjunto de materias cursadas durante el curso académico. Si las materias del curso académico no se cursan correctamente, el estudiante tendrá que repetir el curso académico.
La organización del tiempo escolar y la división han sido objeto de duras críticas. En consecuencia, el tiempo escolar lineal y homogéneo exige que el alumno esté siempre haciendo algo (ahora copiar de la pizarra, luego hacer ejercicio,...) y lo antes posible. Por tanto, el tiempo debería ser productivo. Los tiempos de juego y otros descansos sólo se conceden para garantizar la producción posterior. También se utiliza para clasificar el tiempo, calificando a los niños según la edad, buscando siempre la productividad óptima. Al que aprovecha bien el tiempo también se le llama perezoso. Así, el objetivo final es crear personas sumisas y sin libertad, en aras del poder.

## Violencia en la escuela

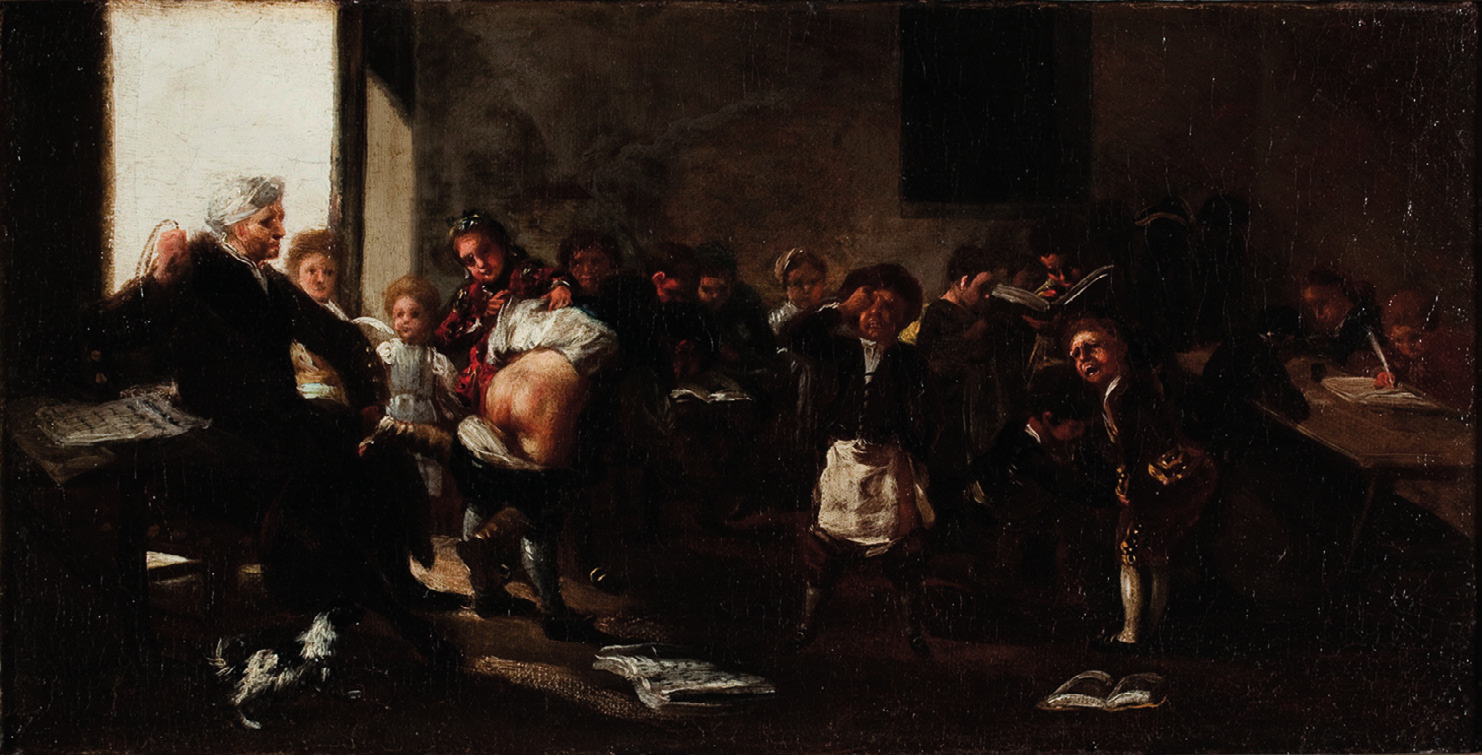
Pintura de Francisco de Goya La letra con sangre entra (1785).

Al ser una institución social, la violencia también aparece en las actividades escolares. Como organización que trabaja con niños y jóvenes, la violencia escolar también ha despertado la preocupación de la sociedad y ha llamado la atención de los medios de comunicación. Sin embargo, la opinión general es que la violencia no se origina en la escuela misma, sino en la sociedad. Pero la escuela es también una institución que es un reflejo de la sociedad y, por lo tanto, las estructuras de poder y dependencia de la escuela y sus objetivos en competencia crean malestar y frustración y allanan el camino para la violencia. En ese caso, la violencia escolar sería simplemente el resultado de una violencia estructural. Cabe señalar también que la escuela es una institución a la que los estudiantes deben asistir hasta cumplir los 16 años, obligando a los niños a hacerlo. Otra característica de la violencia escolar es su diversidad, junto con la diversidad de colectivos que trabajan juntos en la escuela: violencia entre alumnos y bullying o bullying escolar, violencia que el profesor puede hacer al alumno, que el alumno puede hacer al profesor y violencia entre profesores y padres. Por otro lado, la disciplina también es otro tipo de violencia impuesta por la escuela, definida por las reglas de la escuela e impuesta a través del castigo.